# التعديل السادس والعشرون لدستور الولايات المتحدة

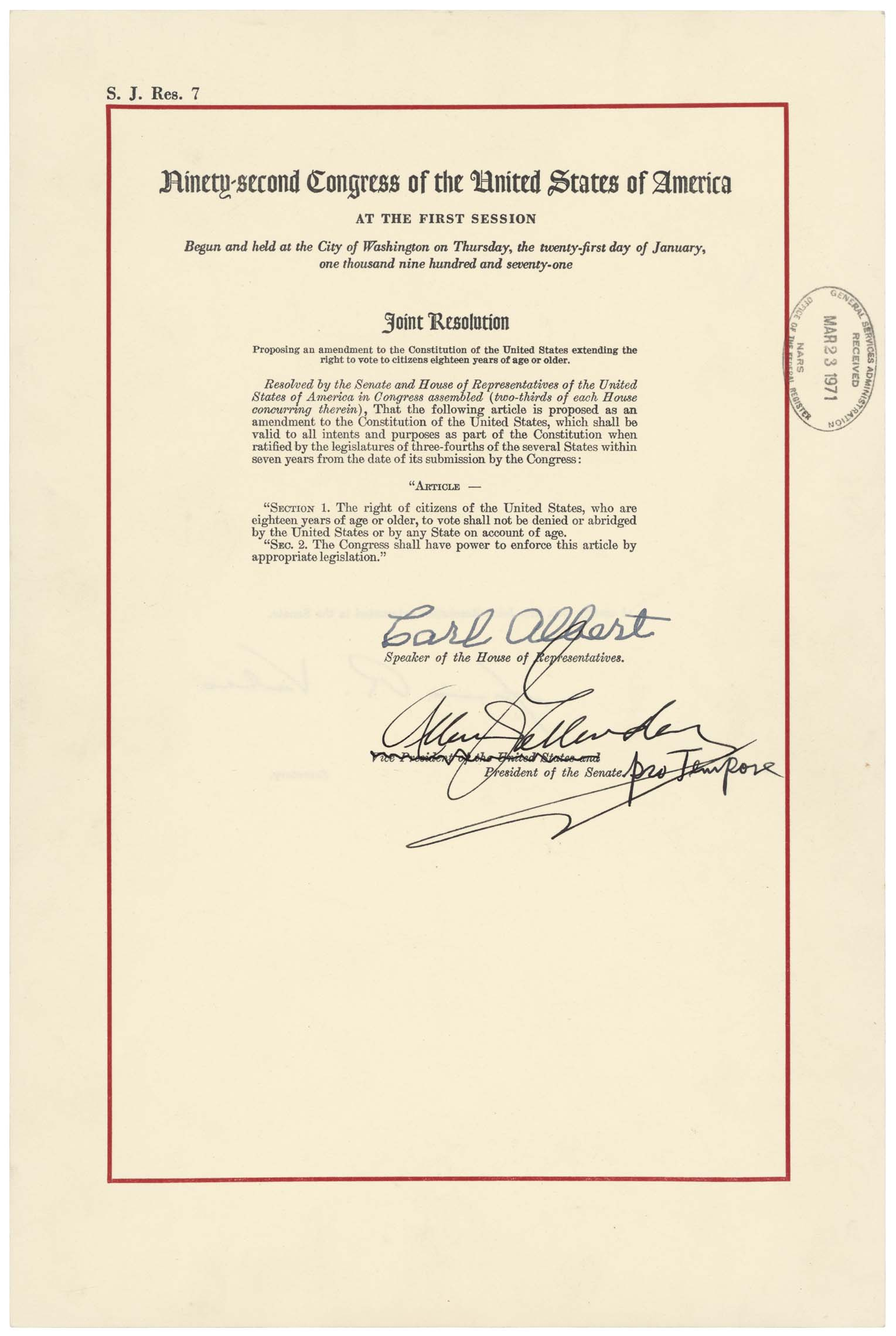
التعديل السادس والعشرون لدستور الولايات المتحدة

يحظر التعديل السادس والعشرون لدستور الولايات المتحدة على الولايات والحكومة الفيدرالية استخدام السن كسبب لحرمان مواطني الولايات المتحدة الذين لا تقل أعمارهم عن ثمانية عشر عامًا من حق التصويت. اقترح الكونغرس التعديل في 23 مارس 1971، ووافق عليه ثلاثة أرباع الولايات بحلول 1 يوليو 1971.
أيد العديد من المسؤولين العموميين خفض سن التصويت خلال منتصف القرن العشرين، لكنهم لم يتمكنوا من الحصول على الزخم التشريعي اللازم لتمرير التعديل الدستوري.
نما الدافع لخفض سن التصويت من 21 إلى 18 في جميع أنحاء البلاد خلال ستينيات القرن العشرين، مدفوعًا جزئيًا بالتجنيد العسكري الذي جرى خلال حرب فيتنام. جُند الشبان الذين تتراوح أعمارهم بين 18 و21 سنة في القوات المسلحة، وخاصة في جيش الولايات المتحدة، للخدمة أو لدعم العمليات القتالية العسكرية في فيتنام. كان الشعار الشائع لمؤيدي خفض سن الاقتراع «كبير ليقاتل، كبير ليصوت».
أدرج حلفاء الكونغرس، لتجنب التقاعس عن العمل بشأن هذه القضية، حكمًا لتصويت البالغ من العمر 18 عامًا في مشروع قانون عام 1970 الذي مدد قانون حقوق التصويت. قررت المحكمة العليا لاحقًا في قضية أوريغون ضد ميتشل أنه لا يمكن للكونغرس خفض سن التصويت للانتخابات الولاياتية والمحلية. سارع الكونغرس، إدراكًا للارتباك والتكاليف، التي قد ينطوي عليها الحفاظ على قوائم تصويت منفصلة، والتنافس في الانتخابات الفيدرالية والولاياتية، إلى اقتراح التعديل السادس والعشرين، ووافقت الولايات عليه.

## خلفية
بدأ السيناتور هارلي إم. كيلغور الدعوة إلى خفض سن التصويت في عام 1941 في الدورة السابعة والسبعين لكونغرس الولايات المتحدة. فشل الكونغرس في تمرير أي تغيير وطني، على الرغم من دعم مجلس الشيوخ والنواب والسيدة الأولى إليانور روزفلت. رغم ذلك أصبح الاهتمام العام بخفض سن التصويت موضوعًا محل اهتمام على المستوى المحلي. وافقت الهيئة التشريعية في جورجيا عام 1943، والهيئة التشريعية في كنتاكي عام 1955، على تدابير لخفض سن التصويت إلى 18 سنة.
أصبح الرئيس دوايت أيزنهاور، في خطابه عن حالة الاتحاد لعام 1954، أول رئيس يؤيد علنًا حظر رفض حق الاقتراع لمن هم في سن الثامنة عشرة فما فوق. تعرض كل من الكونغرس والمجالس التشريعية للولايات، خلال ستينيات القرن، لضغوط متزايدة لخفض الحد الأدنى لسن التصويت من 21 إلى 18 عامًا. يرجع ذلك إلى حد كبير إلى حرب فيتنام، إذ جُند العديد من الشباب الذين لم يكونوا مؤهلين للتصويت للقتال في الحرب، وبالتالي افتقروا إلى أي وسيلة للتأثير على الناس الذين يرسلونهم للمخاطرة بحياتهم. كان شعار «كبير ليقاتل، كبير ليصوت» شعارًا شائعًا استخدمه أنصار خفض سن التصويت. تعود جذور الشعار إلى الحرب العالمية الثانية، عندما خفض الرئيس فرانكلين روزفلت سن التجنيد العسكري إلى 18 عامًا.
شجعت لجنة الرئيس للتسجيل والمشاركة في التصويت، في تقريرها إلى الرئيس ليندون جونسون، في عام 1963، على خفض سن التصويت. اقترح جونسون، في 29 مايو 1968، منح حق التصويت لمن تبلغ أعمارهم 18 سنة. يذكر المؤرخ توماس نيل أن التحرك لخفض سن التصويت اتبع توجهًا تاريخيًا مماثلًا للإضافات الأخرى التي أُلحقت بحق الإنتخاب، فقد جرى تعبئة الدوائر الانتخابية، مع تصاعد الحرب في فيتنام، واعتُمد التعديل الدستوري في نهاية المطاف.
اعتمد أولئك الذين يدافعون عن سن تصويت أقل على مجموعة من الحجج لتعزيز قضيتهم، وازداد ارتباط المنح الدراسية بزيادة دعم سن تصويت أقل، ودور الشباب في حركة الحقوق المدنية والحركات الأخرى للتغيير الاجتماعي والسياسي في خمسينات القرن العشرين وستيناته. أثرت كذلك زيادة معدل التخرج من المدارس الثانوية، وحصول الشباب على المعلومات السياسية من خلال التكنولوجيات الجديدة، على تشكل آراء أكثر إيجابية في ما يتعلق بإعدادهم لأهم حق من حقوق المواطنة.
كانت الأفكار حول الوكالة المكرسة للشباب، في الفترة بين عام 1942 وأوائل سبعينات القرن، عندما بدأت بجدية المناقشات العامة بشأن خفض سن التصويت، تتحدى نموذج الرعاية الذي كان يهيمن في السابق على نُهج الدولة إزاء حقوق الشباب. أصبحت السمات المرتبطة بالشباب، كالمثالية، والافتقار إلى «المصلحة الخاصة»، والانفتاح على الأفكار الجديدة، يُنظر إليها على أنها صفات إيجابية لنظام سياسي بدا أنه يمر بأزمة.

اقترح السناتور تيد كينيدي، في عام 1970، تعديل قانون حقوق التصويت لعام 1965 لخفض سن التصويت على الصعيد الوطني. وقع الرئيس ريتشارد نيكسون، في 22 يونيو 1970، على تمديد لقانون حقوق التصويت لعام 1965 اشترط أن يكون سن التصويت 18 سنة في جميع الانتخابات الفيدرالية والولاياتية والمحلية. قال نيكسون في بيانه عند التوقيع على التمديد:
لقد وقعت على مشروع القانون على الرغم من شكوكي حول دستورية هذا الحكم. وقد أصدرت توجيهاتي إلى المدعي العام بأن يتعاون تعاونا كاملًا في التعجيل بإجراء اختبار قضائي سريع لدستورية حكم تصويت البالغ من العمر 18 عامًا.
طعنت ولاية أوريغون وتكساس لاحقًا في القانون أمام المحكمة، وعُرضت القضية على المحكمة العليا في عام 1970 بوصفها قضية أوريغون ضد ميتشل. بحلول ذلك الوقت، كان الحد الأدنى لسن الاقتراع في أربع ولايات، جورجيا، وكنتاكي، وألاسكا، وهاواي، دون 21 عامًا.